# Energía de Willmore
En geometría diferencial la energía de Willmore es una medida cuantitativa de como una superficie dada se desvía de una esfera en términos de curvatura. La expresión matemática de la energía de Willmore de una superficie cerrada suave embeddida en el espacio Euclídeo tridimensional se define como la integral del cuadrado de la curvatura media. Se denomina así en honor al geómetra inglés Thomas Willmore.

## Definición
La energía de Willmore de una superficie S cerrada, suave y encajada en el espacio Euclídeo tridimensional es:
{\displaystyle {\mathcal {W}}=\int _{S}H^{2}\,dA}
donde {\displaystyle H} es la curvatura media y dA es el elemento de área de S inducido por el espacio ambiente.

### Variante
En ocasiones, se encuentra como definición de energía de Willmore la expresión siguiente:
{\displaystyle {\mathcal {W}}=\int _{S}H^{2}\,dA-\int _{S}K\,dA}
donde {\displaystyle K} es la curvatura de Gauss.
Utilizando esta definición para una superficie cerrada, por el teorema de Gauss-Bonet, la integral de la curvatura de Gauss se puede obtener en términos de la característica de Euler {\displaystyle \chi (S)} de la superficie, luego
{\displaystyle \int _{S}K\,dA=2\pi \chi (S),}
la cual es una invariante topológica y por tanto es independiente del embeddimiento particular en {\displaystyle \mathbb {R} ^{3}} que se haya elegido. De esta forma, la energía de Willmore se puede expresar como
{\displaystyle {\mathcal {W}}=\int _{S}H^{2}\,dA-2\pi \chi (S)}
Otra fórmula equivalente a la variante dada es
{\displaystyle {\mathcal {W}}={1 \over 4}\int _{S}(k_{1}-k_{2})^{2}\,dA}
donde {\displaystyle k_{1}} y {\displaystyle k_{2}} son las curvaturas principales de la superficie.

## Motivación
Las superficies mínimas en {\displaystyle \mathbb {R} ^{3}} son por definición aquellas cuya curvatura media se anula en todo punto, es decir, {\displaystyle H\equiv 0}.
Por el principio del máximo se llega a que no hay superficies mínimas compactas sin borde en {\displaystyle \mathbb {R} ^{3}}. En su lugar, resulta interesante fijarse en superficies cerradas que minimicen la energía de Willmore.

## Propiedades
Una esfera de radio arbitrario {\displaystyle r} tiene energía de Willmore {\displaystyle {\mathcal {W}}(\mathbb {S} ^{2}(r))=4\pi }. Una aplicación directa de la desigualdad de la media aritmética y geométrica (junto con el teorema de Gauss-Bonnet) muestra que para cualquier otra esfera la energía de Willmore es mayor de {\displaystyle 4\pi }.
La energía de Willmore puede ser considerada como un funcional en el espacio de embeddimientos de una superficie dada, en el sentido del cálculo de variaciones, pudiéndose hacer variar los embeddimientos de una superficie, mientras se conserva la topología inalterada.

## Puntos críticos
Un problema básico en el cálculo de variaciones consiste en encontrar los puntos críticos y los mínimos de un funcional.
Se pueden encontrar mínimos (locales) de la energía de Willmore utilizando el método del descenso gradiente, el cual es conocido en este contexto como flujo de Willmore.
Para embeddimientos de la esfera en el espacio tridimiensional, los puntos críticos han sido ya clasificados: todos ellos son transformaciones conformes de superficies minimales, la esfera es el mínimo, y todo el resto de puntos críticos son enteros mayores o iguales que 4{\displaystyle \pi }. Se las conoce como superficies de Willmore.

## Flujo de Willmore
El flujo de Willmore es el flujo geométrico correspondiente a la energía de Willmore;
se trata de un {\displaystyle L^{2}}-flujo gradiente.
{\displaystyle e[S]={\frac {1}{2}}\int _{S}H^{2}\,\mathrm {d} A}
donde {\displaystyle H} es la curvatura media de la superficie {\displaystyle S}.
Las líneas del flujo satisfacen la ecuación diferencial
{\displaystyle \partial _{t}x(t)=-\nabla {\mathcal {W}}[x(t)]\,}
donde {\displaystyle x} es un punto de la superficie.
Este flujo lleva a un problema de evolución en geometría diferencial: la superficie {\displaystyle S} evoluciona 
en el tiempo siguiendo variaciones de descenso más agudo de la energía. Como la difusión superficial, se trata de un flujo de orden cuatro, dado que la variación de energía tiene derivadas cuartas.

## Aplicaciones
- Las membranas celulares tienden a posicionarse de forma que minimicen la energía de Willmore.
- La energía de Willmore se utiliza para construir una clase de eversión de la esfera óptima, la eversión minimax.